# Rhythmus 23
Rhythmus 23 è un cortometraggio del 1923, diretto da Hans Richter. 

## Trama
Elementi grafici, principalmente rettangoli bianchi o neri, più raramente grigi, e di rado figure a linee parallele graduate, vengono presentati in movimento, nel loro crescere e decrescere, ortogonalmente o diagonalmente rispetto allo schermo. Il motivo iniziale, l'unico a contenere linee non parallele, viene ripresentato verso la fine del film.